# Bathyphantes bishopi
Bathyphantes bishopi là một loài nhện trong họ Linyphiidae.
Loài này thuộc chi Bathyphantes. Bathyphantes bishopi được Wilton Ivie miêu tả năm 1969.